# Message queue
Message Queue (berichtenwachtrij), afkorting MQ, is een techniek die gebruikt wordt in Enterprise Application Integration (EAI). Door middel van MQ kunnen (server-)processen asynchroon met elkaar communiceren, door een bericht in een queue (wachtrij) te plaatsen. Het asynchrone karakter van deze communicatie komt tot uitdrukking in het feit dat zender en ontvanger van het bericht niet tegelijkertijd verbonden hoeven te zijn met de wachtrij. De MQ-specificaties garanderen dat het bericht beschikbaar blijft totdat het is afgeleverd.

## Configuratie
Het configureren van MQ bestaat uit een aantal onderdelen:
- Het installeren van een MQ-product, zoals WebSphere MQ van IBM, of MSMQ van Microsoft.
- Het configureren van queue managers en van de fysieke wachtrijen
- Het starten van een proces dat de queue beschikbaar maakt (een listener) zodat verbindingen naar de queue kunnen worden gemaakt

## Gebruik
Zodra MQ is geconfigureerd kunnen processen gebruikmaken van de wachtrijen om elkaar berichten te sturen. Het verzendende proces plaatst een bericht op de queue, en de queue manager zorgt ervoor dat het bericht beschikbaar blijft totdat dit door het geadresseerde proces wordt opgehaald.